# Гринюк Володимир Володимирович (солдат)
Володи́мир Володи́мирович Гриню́к — солдат, Збройні сили України, учасник російсько-української війни.

## Життєпис
Народився 1990 року в селі Граддя (Волинська область). Закінчив середню школу у Великій Яблуньці. Вступив до Маневицького професійного ліцею, здобув спеціальність столяра. Строкову службу проходив в десантних військах у Львові. Повернувшись до рідного села, придбав столярні верстати та займався улюбленою справою. Придбав трактора, хотів переробити на свій лад; завів господарку — тримав коня й купив поросят.
Мобілізований 9 квітня 2014 року; пройшов підготовку на Рівненському полігоні. Стрілець-помічник гранатометника, 51-ша окрема механізована бригада. Під Мар'їнкою зазнав вогнепального поранення в голову.
1 липня терористи кілька разів обстрілювали українських військових з мінометів та стрілецької зброї в районі населеного пункту Крива Лука й на перехресті доріг на Слов'янськ і Красний Лиман. Під Оленівкою від пострілу снайпера при виконанні бойового завдання загинув Володимир Гринюк.
Тіло перебувало на окупованій території; на повернення чекали 10 днів. Версій було багато — і терористи дзвонили й вимагали викуп. На блокпосту повернення тіла Володимира 2 доби чекав дядько Василь Гринюк — в часі очікування його двічі хапало серце.
Похований в селі Граддя. В Маневицькому районі оголошено день жалоби.
Лишились мама Ганна Дмитрівна, молодший брат; сестра Віта і ще одна сестра.

## Нагороди
За особисту мужність і героїзм, виявлені у захисті державного суверенітету та територіальної цілісності України, вірність військовій присязі під час російсько-української війни
- нагороджений орденом «За мужність» III ступеня (26.2.2015, посмертно).